# 遠州灘海浜公園球技場
遠州灘海浜公園球技場（えんしゅうなだ かいひんこうえん きゅうぎじょう）は、静岡県浜松市中央区の県営都市公園・遠州灘海浜公園にある静岡県営の球技場。石人の星公園球技場、県営浜松球技場とも称する。

## 概要
遠州灘海浜公園は浜松市中田島町及び江ノ島町の馬込川が遠州灘に注ぐ河口付近に広がる県営公園であり、南側の中田島砂丘はアカウミガメの産卵地となっている。球技場は公園内の馬込川と芳川が合流する付近にある中田島北地区（通称「石人の星公園」）に静岡県西部地区のスポーツ拠点として設立され、1988年10月に供用を開始した。指定管理者として、2006年度より天龍造園建設グループが管理運営に当たっている。
県内の主要なサッカー・ラグビー大会で幅広く利用されている。かつて浜松市を拠点としてジャパンフットボールリーグ (JFL) に参加していたPJMフューチャーズが鳥栖移転までの間本拠地としたほか、1993年には当時JFL所属のジュビロ磐田が参加した1993Jリーグヤマザキナビスコカップ2試合が行われているが、日本プロサッカーリーグ（Jリーグ）では、収容人員下限以上の固定席（J3加盟時5000人以上収容）と照明塔の設置が必要となるため、現状は使用されていない。

## 施設概要
- 所在地 - 浜松市中央区江之島町字白鳥山1706
- 敷地面積 - 約18,000m2[9]
- 収容人員：12,500人（メインスタンド固定席 2,800人、バックスタンド固定席 900人、芝生席8,800人）[10]
- スコアボード：電光式

## 周辺
- 中田島砂丘
- 遠州灘海浜公園白羽地区（浜松市営） - 浜松の凧揚げ会場[11]。同園内にも球技場が設置されている[12][13]。

## 交通
- 浜松駅から遠鉄バス中田島線で「中田島町」下車、または三島江之島線で「県立海浜公園」下車[14]